# Рашка Гора
Рашка Гора је насељено мјесто града Мостара, Федерација Босне и Херцеговине, БиХ.

## Становништво
По посљедњем службеном попису становништва из 1991. године, насељено мјесто Рашка Гора имало је 236 становника, сљедећег националног састава:
| Националност | 1991.        |
| Хрвати       | 138 (58,47%) |
| Срби         | 98 (41,53%)  |
| Укупно       |              |

| Демографија | Демографија | Демографија |
| Година      | Становника  | Становника  |
| ----------- | ----------- | ----------- |
| 1961.       | 1.164       |             |
| 1971.       | 884         |             |
| 1981.       | 431         |             |
| 1991.       | 236         |             |